# Italia libera
Italia Libera è stata un'associazione politica repubblicana e antifascista dei combattenti della prima guerra mondiale. Sorse in antitesi all'Associazione nazionale combattenti (ANC), ritenuta troppo allineata al regime. Dopo il delitto Matteotti, fu tra le pochissime formazioni politiche ad organizzarsi per un'eventuale lotta armata contro il fascismo. Fu tra le prime ad essere sciolta a partire dal 3 gennaio 1925.

## Storia

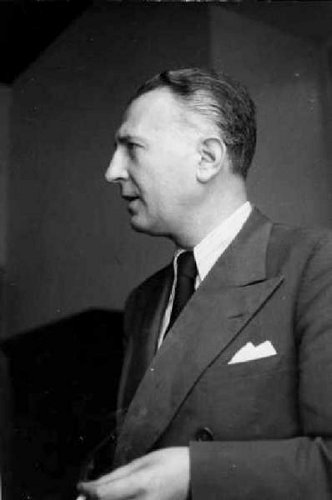
Randolfo Pacciardi

Italia Libera sorse a Roma nel giugno 1923 per iniziativa dell'avvocato repubblicano Randolfo Pacciardi, bersagliere nella prima guerra mondiale decorato con due medaglie d'argento, una medaglia di bronzo e con la Military Cross dell'esercito britannico.
Il progetto, sostenuto dall'intero Partito Repubblicano ma, in particolare, dal deputato Giovanni Conti, si proponeva di riunire tutti gli ex combattenti della grande guerra che si riconoscevano negli ideali dell'interventismo democratico e disapprovavano la posizione filofascista assunta dall'Associazione nazionale combattenti (ANC).
Di questa insofferenza nei confronti dell'ANC si rese portavoce anche la Medaglia d'oro Raffaele Rossetti, autore dell'affondamento della corazzata Viribus Unitis, ammiraglia della Marina austriaca, nel porto di Pola. Rossetti dopo essere entrato nel Partito Repubblicano, aderì subito con entusiasmo al progetto.
All'associazione, furono cooptati tutti gli ex-combattenti iscritti al Partito Repubblicano Italiano. Tra costoro, oltre a Pacciardi, Conti e Rossetti, i maggiori esponenti furono Fernando Schiavetti, Cino Macrelli, Mario e Guido Bergamo, Gigino Battisti, Vincenzo Baldazzi e Alfredo Morea. Aderì in blocco anche la federazione sarda dell'ANC, controllata da Emilio Lussu e il gruppo fiorentino dei liberalsocialisti comprendenti Carlo Rosselli, Piero Calamandrei, Ernesto Rossi e Nello Traquandi. Membri di prestigio dell'associazione furono anche i nipoti di Giuseppe Garibaldi, Peppino, Ricciotti e Sante. 
L'associazione si dotò quasi subito di una testata giornalistica quindicinale: L'Italia libera. Dopo una serie di numeri unici, il periodico uscì regolarmente a partire dal 1º ottobre 1923.
Il programma di Italia libera, inizialmente, riproponeva quello approvato dall'ANC nel congresso costitutivo del 1919. L'intento era di ribadire l'avvicinamento dell'ANC al fascismo con il progressivo distacco da quegli ideali che invece Italia Libera avrebbe continuato a perseguire. Si chiedeva, cioè, un riesame dello Statuto albertino (naturalmente, in senso repubblicano, pur senza esprimerlo esplicitamente), l'abolizione del Regio Senato, il decentramento amministrativo, la libertà delle varie categorie di lavoratori di organizzarsi sindacalmente, la difesa della piccola proprietà e l'abbattimento delle rendite. 
Nello stesso tempo Italia Libera volle riconoscersi nei concetti della dannunziana Carta del Carnaro, con particolare riguardo alla forma repubblicana e a quello della collaborazione tra le classi. Inoltre, si espresse in forma decisamente contraria al bolscevismo, ritenendolo una forma totalitaria, al pari del fascismo.
L'allineamento dell'ANC al fascismo, in effetti, era ormai reale, tanto che, il 21 gennaio 1924, essa decretò l'espulsione di tutti i combattenti iscritti anche ad Italia Libera.

Raffaele Rossetti

Il 24 gennaio 1924, Italia Libera convocò il suo primo Convegno nazionale. In esso si stabilì di non ammettere tutti coloro che avevano collaborato con il fascismo né i comunisti, né i socialisti massimalisti. Al Convegno, peraltro, emersero pienamente le due anime spirituali del gruppo, quella di Randolfo Pacciardi e quella di Raffaele Rossetti.
Rossetti, infatti, secondo un'interpretazione spirituale dell'ideologia mazziniana, riteneva che l'associazione si doveva porre in una posizione di serena attesa della coscienza popolare che, dietro l'esempio dei migliori, spazzasse via autonomamente il fascismo.
Pacciardi, invece, propugnava un'opposizione attiva al fascismo, essendo del parere che, in qualsiasi caso, un atteggiamento passivo avrebbe immancabilmente portato alla sconfitta. Un'ulteriore fonte di imbarazzo era l'innegabile dipendenza dal PRI dei vertici dell'associazione; il che rendeva difficoltoso il reclutamento di potenziali soci aventi una differente collocazione politica.
Tali contraddizioni si manifestarono ben presto in occasione delle elezioni politiche del 1924. Rossetti, infatti, di fronte all'ingiustizia della legge elettorale maggioritaria adottata dal fascismo, sostenne l'astensionismo. Pacciardi invece diede l'indicazione agli iscritti di partecipare alle elezioni, scegliendo tra tutti i partiti di opposizione tranne i cattolici e i massimalisti (in pratica, un ventaglio comprendente i repubblicani, il PSU, i liberaldemocratici di Amendola e gli ultimi radicali).
Le elezioni si svolsero il 6 aprile 1924 in un clima di intimidazioni (un candidato socialista fu ucciso, diversi candidati di sinistra furono feriti, ovunque furono impediti i comizi, bruciati i giornali, impedita l'affissione dei manifesti anche attaccando le tipografie) e con brogli anche superiori alla già alta media dell'Italia pre-fascista. 
Dopo il delitto Matteotti, nel giugno 1924, l'associazione, in accordo con il partito repubblicano, fece la precisa scelta di aderire e sostenere attivamente la Secessione dell'Aventino. Italia Libera si pose quindi all'avanguardia dello schieramento di opposizione e, nella seconda metà del 1924, raggiunse la sua massima espansione e il maggior peso politico. All'associazione si accostarono anche chi non rivestiva formalmente la qualifica di ex-combattente. Furono ammessi anche i socialisti massimalisti e vi si infiltrarono elementi del Partito Comunista d'Italia.
I suoi gruppi territoriali toccarono il numero di 150, gli iscritti a 15.000, oltre ad alcune migliaia di militanti non iscritti. Il 1º settembre 1924 la testata “L'Italia Libera” divenne settimanale e toccò le 20.000 copie.
Tra il mese di luglio e di agosto del 1924, un settore di Italia Libera (Alfredo Morea, Peppino Garibaldi e suo nipote Decio Canzio) si batté per imprimere ai gruppi territoriali dell'associazione un'organizzazione militare capace di preparare e guidare un'azione insurrezionale contro il fascismo. Una circolare interna in tal senso fu distribuita da Decio Canzio. Essa cadde nelle mani della polizia fascista e fu pubblicata dal periodico nazionalista L'Idea Nazionale che accusò Italia Libera di sovversivismo. 
Canzio fu costretto a dimettersi ma le sue dimissioni furono respinte all'unanimità dal gruppo milanese dell'associazione. Così, nella seconda metà di agosto, i dirigenti di Italia Libera concordarono di trasformare l'associazione in una specie di “braccio armato” della secessione aventiniana. L'operatività di tale linea fu segnalata al Ministero dell'Interno dai prefetti di Napolie di Verona. 
Inizialmente, la linea insurrezionale a carattere militare fu condivisa dal leader dell'Aventino Giovanni Amendola che, tra l'agosto e l'ottobre 1924 costituì clandestinamente a Roma un primo nucleo armato denominato “Amici del Popolo” composto da alcune migliaia di uomini. In una relazione al Comitato esecutivo dell'Internazionale Comunista, l'8 ottobre 1924, Palmiro Togliatti stimò in 7.000 uomini i componenti di tale nucleo romano, sostenendo che circa 4.000 fossero controllati dai comunisti. Negli ultimi due mesi del 1924, però, Amendola decise di abbandonare la linea insurrezionale.

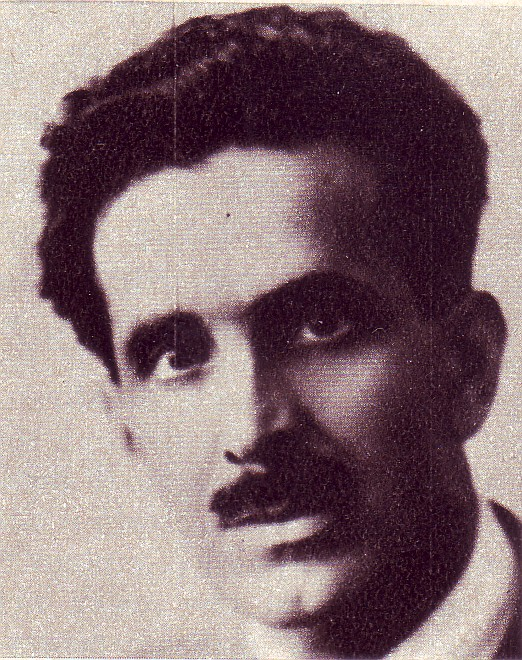
Tito Zaniboni

Non tutti, però, all'interno dell'Aventino, condivisero questa scelta. In particolare, il deputato del PSU Tito Zaniboni, Peppino, Sante e Ricciotti Garibaldi. Gli ultimi tre, come detto, erano personalità di spicco di Italia Libera.
Zaniboni, pur diffidato dagli aventiniani, organizzò in nuclei armati i gruppi di Italia Libera dell'Italia settentrionale. Sante Garibaldi vi provvide nell'Italia centrale e Peppino in quella meridionale. Ricciotti si occupò di organizzarne altri in Francia, pronti a intervenire. In particolare quest'ultimo costituì oltralpe delle Legioni garibaldine, allestendo – sembra - dei depositi di armi vicino alla frontiera e piani di spedizione in Italia, comprensivi di lanci di manifestini da aerei.
A tale scopo, Ricciotti Garibaldi ottenne finanziamenti da parte della massoneria internazionale e dal Partito socialista cecoslovacco. I collegamenti tra le Legioni garibaldine francesi e i gruppi di Italia Libera è dimostrata da un rapporto del capo della polizia fascista, secondo cui Zaniboni, nell'estate del 1924, si sarebbe recato a Parigi per incassare un finanziamento di 300.000 franchi a nome del Partito socialista cecoslovacco.
Tuttavia, la circostanza che la quasi totalità dei combattenti di Italia Libera fosse di orientamento repubblicano portava in sé una contraddizione: il progetto insurrezionale armato, qualora fosse riuscito a rovesciare il fascismo si sarebbe dovuto rivolgere al re perché riportasse l'ordine democratico secondo l'ordinamento costituzionale vigente (monarchico). Diversamente, avrebbe dovuto investire la stessa monarchia alla quale erano fedeli le Forze armate. Il che era improponibile per gli impari rapporti di forza tra i contendenti.
Per questo, anche il gruppo dirigente di Italia Libera, negli ultimi mesi del 1924, decise di appoggiare la linea attendista della secessione aventiniana, limitandosi a porre come obiettivo della propria azione l'approvazione di una nuova costituzione da parte di un'Assemblea eletta a suffragio universale, senza precisare la forma istituzionale da perseguire.
L'adesione a tale linea della maggior parte degli iscritti fu palese il 4 novembre 1924, in occasione delle celebrazioni della Vittoria. Italia Libera partecipò autonomamente alle manifestazioni e subì l'attacco degli squadristi senza rispondere alla violenza. Gli incidenti più gravi si ebbero a Roma, in Piazza del popolo dove si erano radunati circa 2000 combattenti guidati da Pacciardi, Battisti, Peppino e Sante Garibaldi. L'attacco degli squadristi ai reduci della prima guerra mondiale suscitò una profonda impressione nell'opinione pubblica
Il timore che Vittorio Emanuele III potesse prendere in considerazione il suo licenziamento, spinse Mussolini a pronunciare il Discorso del 3 gennaio 1925.. 
Italia Libera fu tra le primissime organizzazioni ad essere sciolta. Già il 6 gennaio successivo, il Ministro dell'Interno poté dichiarare che 120 gruppi di Italia Libera erano stati sciolti, 111 suoi aderenti erano stati arrestati ed erano state effettuate 625 perquisizioni domiciliari. L'ultimo numero della testata “L'Italia Libera” era stato pubblicato il 28 dicembre 1924.

## Avvenimenti successivi

Alcuni componenti del gruppo fiorentino di Italia libera nel 1925: Nello Traquandi, Tommaso Ramorino, Carlo Rosselli, Ernesto Rossi, Luigi Emery, Nello Rosselli.

Con l'adozione delle leggi eccezionali che sancirono l'introduzione della dittatura (1926), Pacciardi fu assegnato al confino per cinque anni. Per sfuggire all'arresto espatriò prima in Svizzera, poi in Francia. Con lo scoppio della Guerra civile spagnola guidò il Battaglione Garibaldi, formato da volontari italiani antifascisti, a sostegno della repubblica spagnola contro i franchisti (1936-1937). Rientrato in Francia, fu costretto a emigrare nuovamente, negli Stati Uniti, a seguito dell'occupazione tedesca (1940). Fu autorizzato a tornare in Italia soltanto dopo la liberazione di Roma (giugno 1944). È stato quattro volte segretario politico del PRI, Ministro della difesa per cinque anni (1947-1953) e Vicepresidente del Consiglio.
Raffaele Rossetti subì l'aggressione da parte delle squadre d'azione fasciste (13 giugno 1925) e poi espatriò in Francia. È stato segretario del PRI in esilio tra il 1932 e il 1933. Durante la guerra civile spagnola si trasferì a Barcellona e collaborò con la radio locale lanciando proclami antifascisti. Per tale motivo, il governo italiano gli revocò la medaglia d'oro conseguita nella prima Guerra Mondiale. Con l'avvento della Repubblica, tale provvedimento fu annullato.
Anche Fernando Schiavetti fu esule prima a Marsiglia (1926) e poi a Zurigo. Già segretario del PRI (1920-1922), durante l'esilio si avvicinò a Giustizia e Libertà di Carlo Rosselli. Nel dopoguerra entrò nel Partito d'Azione, come la maggior parte dei GL, e fu eletto deputato. Alla dissoluzione del PdAz entrò nel Partito Socialista Italiano. Giovanni Conti, invece, restò in Italia - sorvegliato speciale - ed ebbe più volte il suo studio legale distrutto dai fascisti.
Il gruppo fiorentino proseguì nella sua attività di propaganda antifascista con il foglio Non Mollare, fino a ottobre 1925. Carlo Rosselli fu arrestato alla fine del 1926 per aver favorito l'espatrio in Svizzera del leader socialista Filippo Turati. Fu detenuto nelle carceri di Como e poi inviato al confino di Lipari. Il 27 luglio 1929 Rosselli evase dall'isola, insieme con Francesco Fausto Nitti ed Emilio Lussu, con un motoscafo diretto in Tunisia, da cui poi raggiunse la Francia.. Giunto a Parigi fondò il movimento Giustizia e Libertà, di orientamento repubblicano, antifascista e liberalsocialista. Allo scoppio della Guerra civile spagnola, Rosselli fu subito attivo nel sostegno alle forze repubblicane, combattendo in prima persona a Huelva. Il 17 agosto 1936, nell'ambito delle Brigate Internazionali, costituì la prima formazione composta da volontari italiani, la Colonna Italiana. Successivamente propose a Pacciardi di porsi al comando di una legione antifascista italiana sotto il patronato politico dei partiti socialista, comunista e repubblicano (Battaglione Garibaldi). Nel giugno 1937 lasciò la Spagna per recarsi a Bagnoles-de-l'Orne per delle cure termali, dove fu raggiunto dal fratello Nello. Il 9 dello stesso mese i due fratelli furono uccisi da una squadra di "cagoulards", miliziani della "Cagoule", formazione eversiva di destra francese, su mandato, forse, dei servizi segreti fascisti.
Ernesto Rossi fu dirigente del nucleo clandestino milanese di "Giustizia e Libertà". Fu arrestato solo il 30 ottobre 1930. Gli furono inflitti venti anni di carcere dal Tribunale Speciale, dei quali nove scontati nelle "patrie galere" e quattro al confino nell'isola di Ventotene. Nell'isola tirrenica, con Altiero Spinelli ed Eugenio Colorni si fece portatore delle idee federaliste europee che nel 1941 furono raccolte nel Manifesto di Ventotene. Entrato nel Partito d'Azione, fu sottosegretario alla Ricostruzione (1945). Fu poi tra i fondatori del Partito Radicale ma rifiutando di occupare incarichi di direzione.
Prima dell'evasione da Lipari, insieme a Carlo Rosselli, Emilio Lussu vi stava scontando cinque anni di confino. Giunto a Parigi, partecipò anch'egli alla fondazione di Giustizia e Libertà. Alla morte di Rosselli ne divenne l'uomo politico di riferimento. Rientrato in Italia dopo il 25 luglio 1943 fu fautore della confluenza di GL nel partito d'Azione. Partecipò alla difesa di Roma del 10 settembre 1943. Fu per breve tempo ministro della Repubblica Italiana. Allo scioglimento del PdAz entrò nel Partito Socialista. Infine prese parte alla scissione socialista che dette vita al Partito Socialista di Unità Proletaria (1963).
Tito Zaniboni organizzò un fallito attentato a Benito Mussolini il 4 novembre 1925. Arrestato, fu condannato a trent'anni di reclusione. Fu scarcerato l'8 settembre 1943. Nel febbraio 1944, il maresciallo Pietro Badoglio gli affidò l'incarico di alto commissario "per l'epurazione nazionale dal fascismo". A metà maggio rassegnò le dimissioni. Nel secondo Governo Badoglio fu poi nominato alto commissario per i profughi e i reduci.
Peppino, Ricciotti e Sante Garibaldi si trasferirono in Francia nel 1925 e proseguirono nell'organizzazione di una legione garibaldina. In seguito Ricciotti entrò in contatto con il vice questore Francesco La Polla, il quale reclutò lui e il fratello Peppino come agenti del governo fascista. La polizia francese svolse le sue indagini e individuò Ricciotti come agente provocatore; il 5 novembre 1926 lo arrestò. Peppino partì per New York dove rimase fino al 1940, quando tornò in Italia. Dopo l'armistizio dell'8 settembre venne arrestato dai tedeschi e rinchiuso a Regina Coeli. Finita la guerra, si ritirò a vita privata. Sante, invece, guidò i suoi garibaldini contro l'invasione tedesca della Francia e fu sul punto di trasferirsi a Londra per costituirvi un corpo volontario. Sorvegliato dalla Gestapo come elemento pericoloso, nel 1941 e poi nel 1943, venne arrestato e accusato di spionaggio. Venne imprigionato per due anni nei lager tedeschi, passando da un campo all'altro sino a finire a Dachau. All'inizio di aprile 1945 fu trasferito insieme a 140 prigionieri di rilievo a Villabassa in Val Pusteria (Alto Adige) e fu liberato solo il 4 maggio 1945 dagli Alleati.

## Pubblicazioni omonime
Nel maggio 1932, Randolfo Pacciardi, in esilio a Lugano, iniziò le pubblicazioni del nuovo quindicinale “Italia Libera”. Tali pubblicazioni cessarono con l'espulsione dalla Svizzera dell'uomo politico repubblicano (1933).
“L'Italia libera” fu anche il nome del giornale ufficiale del Partito d'Azione, le cui pubblicazioni iniziarono clandestinamente nel gennaio 1943 e proseguirono come testata autonoma sino al giugno 1947, poi come sottotitolo de “L'Italia socialista”, sino al 7 agosto 1947.